# Kanton Juvisy-sur-Orge
Der Kanton Juvisy-sur-Orge war von 1964 bis 2015 ein französischer Wahlkreis im Arrondissement Palaiseau, im Département Essonne und in der Region Île-de-France; sein Hauptort war Juvisy-sur-Orge, Vertreterin im Generalrat des Départements war seit 1998 Étienne Chaufour (PS).
Der Kanton wurde 1967 gegründet und 1985 neu zugeschnitten. 
Bei der Neuordnung der französischen Kantone im Jahre 2015 wurde der Kanton aufgelöst. Juvisy-sur-Orge wurde dem Kanton Athis-Mons zugewiesen, der Teilbereich von Savigny-sur-Orge wurde dem Kanton Savigny-sur-Orge eingegliedert.

## Gemeinden
Der Kanton bestand aus Juvisy-sur-Orge und aus einem Teil der Stadt Savigny-sur-Orge (angegeben ist hier die Gesamteinwohnerzahl der Stadt. Im Kanton lebten etwa 8.600 Einwohner von Savigny-sur-Orge):
| Gemeinde         | Einwohner Jahr | Fläche km² | Bevölkerungsdichte | Code INSEE | Postleitzahl |
| ---------------- | -------------- | ---------- | ------------------ | ---------- | ------------ |
| Juvisy-sur-Orge  | 15.545 (2013)  | 2,24       | 6940 Einw./km²     | 91326      | 91260        |
| Savigny-sur-Orge | 37.206 (2013)  | –          | – Einw./km²        | 91589      | 91600        |